# Pedal (klaviatur)

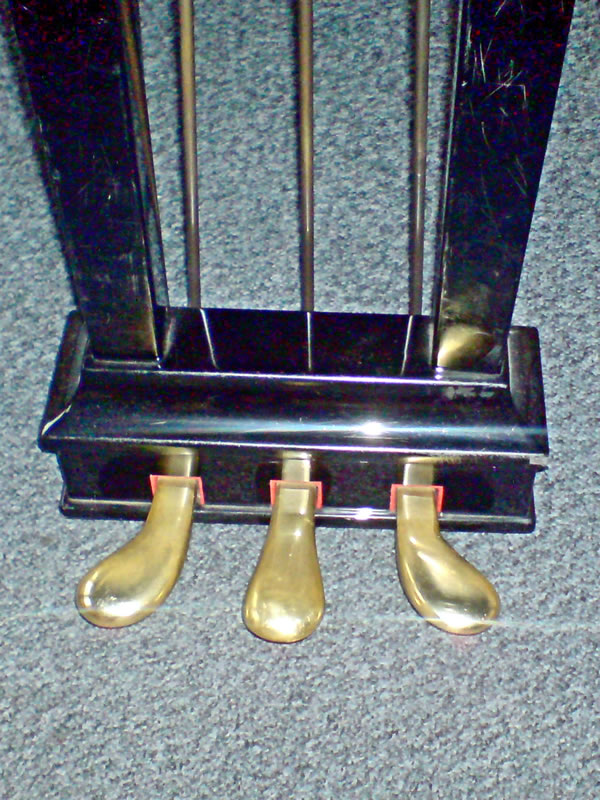
Pedaler på ett piano

Pedal (senlat. pedalis "som har med foten att göra", av lat. pes, genitiv pedis "fot") är inom klaviatur de pedaler som sitter under själva klaviaturen och påverkar instrumentets ljud. 
Orgeln har en hel klaviatur som kan spelas med fötterna, så kallade pedalklaviatur.
På pianon och flyglar brukar det finnas två till tre olika pedaler:
- Sordinpedal (Una corda): Gör tonerna svagare. Placerad längst till vänster av pedalerna.
- Sustainpedal (Forte): Får tonernas klang att vara även efter att du släppt tangenterna. Placerad längst till höger. Det är vanligtvis denna pedal man syftar till när man nämner "pedalen".
- Sostenuto: Som sustain-pedalen, men den förlänger endast tonen på de tangenter som redan var nedtryckta när pedalen trycktes, inte de efterföljande. Finns i mitten när det ingår tre pedaler.